# فریگیت کلاس کریواک
فریگیت کلاس کریواک (به انگلیسی: Krivak-class frigate) یک کلاس از کشتی است که طول آن ۴۰۵٫۳ فوت (۱۲۳٫۵ متر) می‌باشد.